# Delegation Sbeitla
Die Delegation Sbeitla (سبيطلة) 
ist eine der 13 tunesischen Delegationen im Gouvernement Kasserine, östlich von Kasserine gelegen.
Bei der Volkszählung 2014 wurden 75.245 Einwohner gezählt.
Der Hauptort ist Sbeitla.

## Sektoren (Imada)
Die Delegation ist in 14 Sektoren (Imada) unterteilt:
Die Stadt Sbeitla selber ist in zwei Sektoren unterteilt:
- nördlich der Bahntrasse: Sbeitla (سبيطلة) mit 15.523 Einwohnern (Volkszählung 2014),
- südlich der Bahntrasse: Cité Essourour (حي السرور) mit 8.445 Einwohner

Ebenfalls zur Gemeinde Sbeitla gehören folgende drei Sektoren, die aber vorwiegend einen ländlichen Charakter haben
- El Athar (الآثار) mit 2.971 Einwohnern (Volkszählung 2014)
- El Ksar (القصر) mit 3.560 Einwohner
- El Khadhra (الخضراء) mit 5.889 Einwohner

Auch die übrigen Sektoren sind vorwiegend mit ländlichem Charakter
- Semama (سمامة) mit 3.557 Einwohnern (Volkszählung 2014)
- Errakhmet (الرخمات) mit 3.297 Einwohner
- El Gounna (القنة) mit 3.928 Einwohner
- Eddouleb (الدولاب) mit 3.653 Einwohner
- Ech-Charaya (الشرائع) mit 3.444 Einwohner
- Machrek Ech-Chams (مشرق الشمس) mit 4.762 Einwohner
- Ouassaia (الوساعية) mit 4.555 Einwohner
- El Mezara (المزراة) mit 2.669 Einwohner
- El Garâa El Hamra (القرعة الحمراء) mit 8.992 Einwohner

## Geografie
Die Delegation grenzt im Norden an die Delegationen von El Ayoun und Sbiba, im Westen an die Delegationen Foussana und Kasserine Süd, im Süden an die Delegationen Hassi El Ferid, Bir El Hafey und Sidi Bouzid Ouest, im Osten an jene von Cebalet Ouled Asker.
Das Gebiet der Delegation erstreckt sich von der Ebene südöstlich von Sbeitla, die unter 400 Meter Höhe gelegen ist, bis zu den 1300 Meter hohen Bergen im Nordwesten: einer davon ist der Djebel Semmama (1314 m), andere Berge sind der Djebel el Koumine (681 m) südlich der Stadt Sbeitla und der Berg nordöstlich der Stadt. Die Hauptortschaft selber liegt auf zirka 550 Höhenmeter.
Das Klima ist arid, außer in den Bergen, wo es semiarid eingestuft wird.
Die wichtigsten nächsten Ortschaften der Stadt Sbeitla sind (Abstände in Straßenkilometer gemessen) westlich Kasserine (30 km), 40 km nördlich Sbiba (سبيبة), östlich erreicht man nach 30 km Jelma (جلمة). Cebalet Ouled Asker (السبالة) ist 15 km Richtung Südosten entfernt und nach weiteren 25 km erreicht man Sidi Bouzid (سيدي بوزيد). Bir El Hafey (بئر الحفي) liegt 40 km südlich und nach weiteren 10 km kommt Sidi Ali Ben Aoun (سيدي علي بن عون).

## Gesellschaft
Die Wohnbevölkerung besteht laut Volkszählung 2014 aus 75.245 Einwohner, davon 37.289 Männer und 37.956 Frauen, die 16.453 Familien bildeten und in 19.604 Wohnungen wohnten.
38 % der Einwohner hat weniger als 20 Jahren und 9,6 % ist 60 oder älter.
68 % der Einwohner wohnen im ländlichen Umfeld und sind gegenüber jenen, die in der Stadt wohnen (Sektoren Cité Essourour und Sbeitla) stark benachteiligt.
Der Analphabetismus (2014 waren 30 % der Einwohner mit 10 oder mehr Jahren Analphabeten) ist über dem Landesdurchschnitt sowohl für die ländlichen Sektoren (36 %) als auch für die Stadtbevölkerung (18 %), aber in beiden Gruppen ist sie unter dem Durchschnitt des Gouvernements. Während in der Stadt 99 % der Bevölkerung fließendes Wasser in der Wohnung hat, gilt dies nur für 31 % der Wohnungen in den ländlichen Gebieten.
Die Arbeitskräfte, die in der Stadt wohnen sind zur Hälfte (50 %) in der Bildung, Gesundheitswesen und Verwaltung tätig, während die Einwohner der ländlichen Gebiete vorwiegend (42 %) im Baugewerbe und öffentliche Bauten und in der Landwirtschaft (22 %) tätig sind.